# Anillin
Anillin ist ein Protein aus Tieren, das am Zellwachstum und an der Zytokinese beteiligt ist. Es ist nicht zu verwechseln mit dem Aminobenzol Anilin.

## Eigenschaften
Anillin ist ein Aktin-bindendes Protein. Es reguliert das Zytoskelett in Podozyten der Niere. Manche Mutationen des Anillins führen zur fokal segmentalen Glomerulosklerose des Typs 8. Durch alternatives Spleißen werden verschiedene Isoformen des Anillins gebildet. Während der Metaphase und der Anaphase der Mitose ist Anillin an der Bildung von Blebs beteiligt.